# Collado de la Vera
Collado de la Vera (fino al 2012, soltanto Collado) è un comune spagnolo di 175 abitanti situato nella comunità autonoma dell'Estremadura.